# العلاقات الأردنية البولندية
العلاقات الأردنية البولندية هي العلاقات الثنائية التي تجمع بين الأردن وبولندا.

## مقارنة بين البلدين
هذه مقارنة عامة ومرجعية للدولتين:
| وجه المقارنة                                              | الأردن                   | بولندا                                                                             |
| --------------------------------------------------------- | ------------------------ | ---------------------------------------------------------------------------------- |
| المساحة (كم2)                                             | 89.34 ألف                | 312.68 ألف                                                                         |
| عدد السكان (نسمة)                                         | 9.81 مليون               | 38.43 مليون                                                                        |
| الكثافة السكانية (ن./كم²)                                 | 109.81                   | 122.91                                                                             |
| العاصمة                                                   | عمان                     | وارسو                                                                              |
| اللغة الرسمية                                             | اللغة العربية            | اللغة البولندية                                                                    |
| العملة                                                    | دينار أردني              | زلوتي بولندي                                                                       |
| الناتج المحلي الإجمالي (بليون دولار)                      | 40.07 مليار              | 524.51 مليار                                                                       |
| الناتج المحلي الإجمالي (تعادل القوة الشرائية) بليون دولار | 82.80 مليار              | 1.02 تريليون                                                                       |
| الناتج المحلي الإجمالي الاسمي للفرد دولار أمريكي          | 4.94 ألف                 | 12.55 ألف                                                                          |
| الناتج المحلي الإجمالي للفرد دولار أمريكي                 | 12.05 ألف                | 26.14 ألف                                                                          |
| مؤشر التنمية البشرية                                      | 0.748                    | 0.843                                                                              |
| رمز المكالمات الدولي                                      | +962                     | +48                                                                                |
| رمز الإنترنت                                              | .jo                      | .pl                                                                                |
| المنطقة الزمنية                                           | ت ع م+02:00، ت ع م+03:00 | توقيت وسط أوروبا، ت ع م+01:00، ت ع م+02:00، أوروبا/وارسو ‏، توقيت وسط أوروبا الصيفي |

## منظمات دولية مشتركة
يشترك البلدان في عضوية مجموعة من المنظمات الدولية، منها:
| علم المنظمة | اسم المنظمة                        | تاريخ انضمام الأردن | تاريخ انضمام بولندا |
| ----------- | ---------------------------------- | ------------------- | ------------------- |
|             | وكالة ضمان الاستثمار متعدد الأطراف | 12 أبريل 1988       | 29 يونيو 1990       |
|             | منظمة الشرطة الجنائية الدولية      | ?                   | ?                   |
|             | منظمة حظر الأسلحة الكيميائية       | ?                   | ?                   |
|             | منظمة التجارة العالمية             | ?                   | 1 يوليو 1995        |
|             | الأمم المتحدة                      | 14 ديسمبر 1955      | 24 أكتوبر 1945      |
|             | مؤسسة التمويل الدولية              | 20 يوليو 1956       | 29 ديسمبر 1987      |
|             | يونسكو                             | 14 يونيو 1950       | 6 نوفمبر 1946       |
|             | مؤسسة التنمية الدولية              | 4 أكتوبر 1960       | 28 أكتوبر 1960      |
|             | البنك الدولي للإنشاء والتعمير      | 29 أغسطس 1952       | 27 يونيو 1986       |
|             | الاتحاد البريدي العالمي            | ?                   | 1 مايو 1919         |
|             | الاتحاد الدولي للاتصالات           | 20 مايو 1947        | 1921                |

## وصلات خارجية
- موقع وزارة الخارجية الأردنية
- موقع وزارة الخارجية البولندية